# Zagórnik (Klein-Polen)
Zagórnik is een dorp in de Poolse woiwodschap Klein-Polen. De plaats maakt deel uit van de gemeente Andrychów en telt 2119 inwoners.